# Sommer-Paralympics 2016/Teilnehmer (Vereinigte Arabische Emirate)
| stlisierte Goldmedaille | stlisierte Silbermedaille | stlisierte Bronzemedaille |
| ----------------------- | ------------------------- | ------------------------- |
| 2                       | 4                         | 1                         |

Die Vereinigten Arabischen Emirate entsandten sechs Athletinnen und zwölf Athleten zu den Paralympischen Sommerspielen 2016 in Rio de Janeiro,  die in drei Sportarten antraten. Fahnenträger für die Vereinigten Arabischen Emirate bei der Eröffnungsfeier war der Leichtathlet Mohamed Hammadi.

## Medaillen

### Medaillenspiegel
| Rang   | Sportart       | Gold | Silber | Bronze | Gesamt |
| ------ | -------------- | ---- | ------ | ------ | ------ |
| 1      | Leichtathletik | 1    | 1      | 1      | 3      |
| 2      | Powerlifting   | 1    | 0      | 0      | 1      |
| 3      | Schießen       | 0    | 3      | 0      | 3      |
| Gesamt | Gesamt         | 2    | 4      | 1      | 7      |

## Teilnehmer nach Sportart

### Leichtathletik
Laufen
| Athleten         | Wettbewerb | Vorlauf     | Vorlauf | Halbfinale | Halbfinale | Finale        | Finale        | Rang |
| Athleten         | Wettbewerb | Zeit        | Rang    | Zeit       | Rang       | Zeit          | Rang          | Rang |
| ---------------- | ---------- | ----------- | ------- | ---------- | ---------- | ------------- | ------------- | ---- |
| Männer           |            |             |         |            |            |               |               |      |
| Mohamed Hammadi  | 100 m T34  | 15,82 s     | 3       | —          | —          | 15,76 s       | 4             | 4    |
| Rashed Aldhaheri | 100 m T54  | 15,41 s     | 4       | —          | —          | ausgeschieden | ausgeschieden | 14   |
| Rashed Aldhaheri | 400 m T54  | 51,36 s     | 7       | —          | —          | ausgeschieden | ausgeschieden | 19   |
| Mohamed Hammadi  | 800 m T34  | 1:44,96 min | 1       | —          | —          | 1:40,24 min   | 1             |      |
| Rashed Aldhaheri | 800 m T54  | 1:39,62 min | 7       | —          | —          | ausgeschieden | ausgeschieden | 19   |
| Rashed Aldhaheri | 1500 m T54 | 3:07,55 min | 8       | —          | —          | ausgeschieden | ausgeschieden | 15   |

Springen und Werfen
| Athleten             | Wettbewerb       | Finale  | Finale | Rang |
| Athleten             | Wettbewerb       | Weite   | Rang   | Rang |
| -------------------- | ---------------- | ------- | ------ | ---- |
| Männer               |                  |         |        |      |
| Abdulaziz Alshekaili | Kugelstoßen F33  | 8,08 m  | 6      | 6    |
| Ahmed Alhousani      | Kugelstoßen F33  | 7,55 m  | 7      | 7    |
| Abdullah Hayayei     | Kugelstoßen F34  | 9,74 m  | 7      | 7    |
| Saeed Mubarak        | Kugelstoßen F36  | 11,87 m | 7      | 7    |
| Abdullah Hayayei     | Speerwerfen F34  | 27,83 m | 6      | 6    |
| Frauen               |                  |         |        |      |
| Siham Alrasheedy     | Diskuswerfen F57 | 25,69 m | 6      | 6    |
| Zenab Albraiki       | Keulenwerfen F32 | 16,84 m | 5      | 5    |
| Noura Alktebi        | Keulenwerfen F32 | 15,97 m | 6      | 6    |
| Noura Alktebi        | Kugelstoßen F32  | 4,70 m  | 2      |      |
| Sara Alsenani        | Kugelstoßen F33  | 5,09 m  | 3      |      |
| Mariam Matroushi     | Speerwerfen F46  | 26,94 m | 8      | 8    |

### Powerlifting (Bankdrücken)
| Athleten                | Wettbewerb  | Ergebnis | Rang |
| ----------------------- | ----------- | -------- | ---- |
| Männer                  |             |          |      |
| Mohammed Khamis Khalaf  | bis 88 kg   | 220 kg   | Gold |
| Ahmed Khamis Albaloushi | über 107 kg | NVL      | NVL  |
| Frauen                  |             |          |      |
| Haifa Naqbi             | bis 86 kg   | 80 kg    | 6    |

### Schießen
| Athleten                | Wettbewerb                  | Qualifikation   | Qualifikation | Finale          | Finale        | Rang   |
| Athleten                | Wettbewerb                  | Ringe/ Scheiben | Rang          | Ringe/ Scheiben | Rang          | Rang   |
| ----------------------- | --------------------------- | --------------- | ------------- | --------------- | ------------- | ------ |
| Männer                  |                             |                 |               |                 |               |        |
| Abdulla Sultan Alaryani | 10 m Luftgewehr stehend SH1 | 619,5           | 3             | 202,6           | 2             | Silber |
| Obaid Aldahmani         | 10 m Luftgewehr stehend SH1 | 603,2           | 18            | ausgeschieden   | ausgeschieden | 18     |
| Abdulla Sultan Alaryani | 50 m Dreistellungskampf SH1 | 1163            | 2             | 451,6           | 2             | Silber |
| Obaid Aldahmani         | 50 m Dreistellungskampf SH1 | 1126            | 16            | ausgeschieden   | ausgeschieden | 16     |
| Abdulla Saif Alaryani   | 50 m Dreistellungskampf SH1 | 1149            | 7             | 415,6           | 5             | 5      |
| Mixed                   |                             |                 |               |                 |               |        |
| Abdulla Sultan Alaryani | 10 m Luftgewehr liegend SH1 | 630,0           | 17            | ausgeschieden   | ausgeschieden | 17     |
| Saif Alnuaimi           | 10 m Luftgewehr liegend SH1 | 630,3           | 14            | ausgeschieden   | ausgeschieden | 14     |
| Abdulla Saif Alaryani   | 10 m Luftgewehr liegend SH1 | 628,8           | 22            | ausgeschieden   | ausgeschieden | 22     |
| Abdulla Sultan Alaryani | 50 m Gewehr liegend SH1     | 619,5           | 2             | 206,5           | 2             | Silber |
| Saif Alnuaimi           | 50 m Gewehr liegend SH1     | 608,5           | 25            | ausgeschieden   | ausgeschieden | 25     |
| Abdulla Saif Alaryani   | 50 m Gewehr liegend SH1     | 616,4           | 7             | 78,1            | 8             | 8      |